# Kluang
Kluang – miasto w Malezji, w stanie Johor. W 2000 roku liczyło 134 150 mieszkańców.